# Четврти крсташки рат
Четврти крсташки рат трајао је од 1202. до 1204. године и покренут је да би се освојио Египат. Крсташи су због недостатка новца пристали да прво за Млетачку републику заузму Задар, да би касније прво за Алексија Анђела, а потом за себе освојили Цариград и срушили Византију. На темељима овог похода настале су нове државе, а Млетачка република је постала највећа поморска сила у источном Средоземљу.

## Ток рата
Папа Иноћентије III је од почетка свог понтификата планирао један крсташки поход са циљем да уздигне значај цркве и учврсти утицај папства. Позиву папе Иноћентија III није се одазвао нико од европских монарха, већ само франачки, фландријски и италијански великаши, тако да је на чело похода постављен Бонифације Монфератски као један од највећих властелина.
Крсташки план је био да се нападне Египат који је уједно држао и Јерусалим, али недостајао је новац да би се крсташи пребацили флотом преко мора па су се они обратили за помоћ Млетачкој републици. Млетачки дужд и таст Стефана Првовенчаног, Енрико Дандоло, је прво скренуо крсташе да освоје Задар на далматинској обали, а потом су, опет на предлог Енрика пристали да за новчану накнаду поврате престо Исаку и Алексију Анђелу, што им је пошло за руком у јулу 1203. године.
Када нису добили обећани новац, крсташи су се на Дандолов наговор окренули против Византије и 1204. је дошло до освајања и пљачкања Цариграда, што представља највеће пљачкање у средњем веку, као и масакрирање домаћег становништва.
У свом делу Анали Никита Хонијат описује пљачку Цариграда: „Цариграђани су изашли пред војнике са крстовима и иконама у нади да ће орасположити непријатеља и подсетити га да су ушли у хришћански град. Али, овај призор није оставио утисак на бескрупулозне крсташе. Уместо тога почела је бесумучна пљачка. Сва обећања која су дали приликом склапања уговора о подели царства, сада су прекршена. Црква Свете Софије била је прва на мети нападача. Врата цркве, украшена златом и сребром су скинута и уништена секирама. Са икона и олтара је скинуто драго камење. Црквено посуђе је послужило крсташима за јело и пиће, а иконе за седење или као држачи за ноге. Реликвије, као што је Христова одећа су издељене на комаде. Пошто нису могли сами да носе толику количину предмета, довели су магарце и мазге и натоварили их џаковима. Животиње, ненавикнуте на клизав мермерни под и толику тежину, често су падале, а потом на месту убијане. Врхунац латинске безобзирности било је постављање проститутке на патријархов трон и њено играње и певање. Ни остале цркве нису поштеђене. Црква Светих апостола, маузолеј византијских царева, пљачкана је цео дан.”
Никита Хонијат наводи даље "Латини су пронашли нетакнуто тело цара Јустинијана и нису се устручавали да са њега скину накит. Црква Богородице од Фароса је такође опустошена. Ова црква је била чувена по својим реликвијама, као што је Христово копље и Трнов венац. Монаси и свештеници у црквама и манастирима су пљачкани и убијани, а монахиње силоване. Реликвије, које су изнете из цариградских цркава и манастира завршиле су у многим европским градовима, испуњавајући ризнице многих цркава и манастира.
Нису само реликвије привлачиле похлепне Латине. Ту су биле и многе градске скулптуре. Бронзане статуе Хере, Херкулеса и вучице која храни Ромула и Рема претопљене су у новац. Док су четири бронзана коња, као и скултура четири тетрарха завршили у Венецији. Статуа из Делфа, која је приказивала три обмотане змије и налазила се такође на Хиподрому, је поштеђена. Куће су пљачкане. На све стране људи су мучени и убијани како би открили Латинима где су сакрили своје благо. Свако је себи узимао нову кућу, мада Роберт од Кларија се жали да су барони задржали боље за себе, а војницима оставили знатно лошије. Иако су се заклели да неће нападати жене, многи су то прекршили. Девице, удате жене, али и удовице су пљачкане и силоване. Многе су и киднаповане да би послужиле крсташима као љубавнице.”
Основана је крсташка држава на тлу окупиране Византије, тзв. Латинско царство, а за првог цара изабран је Балдуин Фландријски. Оно је обухватало данашњу Грчку и европску Турску, као мали део Мале Азије преко пута Цариграда. Византији је преостала Албанија и западна Турска, али је дошло до поделе: Албанија и део западне Грчке (Епир) постао је такозвана Епирска деспотовина, док је западна Мала Азија (Турска) скоро до Анкаре постала Никејско царство. Трећи део је био мали приморски део на северу данашње Турске, са градом Трапезунтом (данашњи Трабзон) — тзв. Трапезунтско царство.